# هل این ا سل (۲۰۱۸)
هِل این اِ سِل (به انگلیسی: Hell in a Cell) یک رویداد غیر رایگان (Pay-Per-View) در کشتی حرفه‌ای می‌باشد که توسط کمپانی دبلیودبلیوئی و برای برندهای راو و اسمَک‌دَون تهیه می‌شود و این دوره اش هم در ۱۶ سپتامبر ۲۰۱۸ در مجموعه ورزشی ای‌تی‌اندتی سنتر شهر سن آنتونیو ایالت تگزاس برگزار شد. این دهمین دوره از برگزاری این رویداد بود.
هشت مسابقه برگزار شد که یکی از آنها در پیش‌نمایش بود. در مسابقه اصلی که یک مسابقه هل این ا سل برای قهرمانی کمربند یونیورسال دبلیودبلیوئی با داور ویژه میک فولی بود، رومن رینز قهرمان کمربند مقابل براون استرومن قرار گرفت که این مسابقه بدون برنده پایان یافت، چرا که قهرمان قبلی یعنی براک لزنر درب قفس را از جا درآورد و به هر دو آنها حمله کرد و از پا درآورد. این مسابقه همچنین مسابقه‌ای برای کَش کردن چمدان مانی این د بنک استرومن بود. در دیگر مسابقه هل این ا سل که آغازگر بخش اصلی رویداد بود، رندی اورتن مقابل جف هاردی پیروز شد. در دیگر مسابقات مهم ای‌جی استایلز در مسابقه‌ای جنجالی از کمربندش مقابل ساموآ جو دفاع کرد، بکی لینچ مقابل شارلوت فلر پیروز شد تا برای دومین بار قهرمان کمربند زنان اسمک‌داون شود، و راندا رَوزی با موفقیت از کمربند خود مقابل الکسا بلیس دفاع کرد.

## زمینه‌سازی
هِل این اِ سِل شامل مسابقاتی بین دشمنی‌های موجود، ماجراهای پیش آمده و استوری‌هایی خواهد بود که پیش از این در برنامه‌های راو و اسمَک‌دَون پخش شده بود. کشتی‌گیرها با توجه به مسابقات یا سری اتفاقاتی که برایشان رخ می‌دهد و تنش را به حد اکثر می‌رساند، نقش منفی یا قهرمان به خود می‌گیرند.

## نتایج
| #                                                                                                 | نتایج | نوع مسابقه | مدت زمان |
| ------------------------------------------------------------------------------------------------- | --- | --- | -------- |
| ۱پ                                                                                                | د نو دی (بیگ ای، کوفی کینگستون با همراهی زیویر وودز) (c) پیروز مقابل روسف و ایدن اینگلیش (با همراهی لانا) | مسابقه تگ تیم برای قهرمانی کمربندهای تگ تیم اسمک‌داون                                                                                         | 8:55     |
| ۲                                                                                                 | رندی اورتن پیروز مقابل جف هاردی                                                                           | مسابقه هل این ا سل | 24:50    |
| ۳                                                                                                 | بکی لینچ پیروز مقابل شارلوت فلر (c)                                                                       | مسابقه تک نفره برای قهرمانی کمربند زنان اسمک‌داون                                                                                             | 13:50    |
| ۴                                                                                                 | دالف زیگلر و درو مک‌اینتایر (c) پیروز مقابل دین امبروز و سث رالینز                                         | مسابقه تگ تیم برای قهرمانی کمربندهای تگ تیم راو                                                                                              | 24:52    |
| ۵                                                                                                 | ای‌جی استایلز (c) پیروز مقابل ساموآ جو                                                                     | مسابقه تک نفره برای قهرمانی کمربند دبلیودبلیوئی                                                                                              | 19:00    |
| ۶                                                                                                 | د میز و مریس پیروز مقابل دنیل براین و بری بلا                                                             | مسابقه تگ تیم ترکیبی | 13:00    |
| ۷                                                                                                 | راندا رَوزی (c) (با همراهی ناتالیا) پیروز مقابل الکسا بلیس (با همراهی آلیشا فاکس و میکی جیمز) با تسلیم     | مسابقه تک نفره برای قهرمانی کمربند زنان راو                                                                                                  | 12:02    |
| ۸                                                                                                 | رومن رینز (c) مقابل براون استرومن بدون برنده                                                              | مسابقه هل این ا سل برای قهرمانی کمربند یونیورسال دبلیودبلیوئی با داور ویژه میک فولی در این مسابقهء کش کردن چمدان مانی این د بنک استرومن بود. | 24:10    |
| - (c) – نشان‌دهنده قهرمان(هایی) است که به میدان می‌روند - پ – نشان‌دهنده این است که مسابقه در پری–شو | | |          |

## موضوعات مرتبط
- دبلیودبلیوئی هل این ا سل
- فهرست قهرمانان کنونی دبلیودبلیوئی